# Сибирский центр фармакологии и биотехнологии
Сибирский Центр Фармакологии и Биотехнологии (СЦФБ) — образован в 2002 году на базе Института ядерной физики, Института цитологии и генетики и при участии частного капитала.

## Продукция
Компания вывела на рынок тромболитический препарат «тромбовазим», Также выпускается линейка биологических добавок «Диэнай». На базе Опытного завода СО РАН построена фармацевтическая фабрика, работающая по стандартам GMP.
В 2013 году компания Саентифик Фьючер Менеджмент, заявила о создании нового препарата для лечения цирроза печени.